# تاريخ سيد الخواتم
تاريخ سيد الخواتم هو عمل من أربع مجلدات لكريستوفر تولكين نُشر في الفترة ما بين 1988 و1992 يوثق عملية كتابة ج. ر. ر. تولكين لكتاب سيد الخواتم. يُرقم العمل أيضًا كمجلدات من ستة إلى تسعة من تاريخ الأرض الوسطى. يمكن الاطلاع على بعض المعلومات المتعلقة بالملاحق والجزء التالي للرواية في المجلد الثاني عشر «شعوب الأرض الوسطى».

## المحتويات
1. عودة الظل (1988).
2. خيانة آيزينغارد (1989).
3. حرب الخاتم (1990).
4. سارون المهزوم (1992) (ونُشر أيضًا بعنوان نهاية العصر الثالث).

يشتمل المجلد الأول من العمل على ثلاث مراحل أولية من التكوين أو، كما يطلق عليها كريستوفر تولكين، المراحل، وينتهي مع صحبة الخاتم التي تدخل مناجم موريا.
يستمر المجلد الثاني إلى الاجتماع مع ثيودين ملك روهان، ويتضمن مناقشات للخريطة الأصلية للأرض الوسطى في نهاية العصر الثالث، وتطور سيرث.
يستمر المجلد الثالث، حرب الخاتم، إلى افتتاح البوابة السوداء.
ينتهي المجلد الأخير من القصة ويعرض الخاتمة المرفوضة، والتي يجيب فيها سام على أسئلة أطفاله. ويشمل أيضًا أوراق نادي الفكرة (وهي قصة سفر عبر الزمن تتعلق بنومينور)، ومسودة لغرق أنادون، والقصة الوحيدة الموجودة للغة تولين الخيالية أدونياك.
تشمل بعض الإصدارات الورقية من المجلد الرابع، المعنونة نهاية العصر الثالث، فقط على مواد سيد الخواتم.
كانت الفكرة الأصلية هي نشر تاريخ سيد الخواتم في ثلاث مجلدات، وليس أربعة. عندما نُشر كتاب خيانة أيزنغار لأول مرة في كتاب ذو غلاف ورقي، كان من المفترض أن يسمى المجلد سارون المهزوم وكان المجلد الأخير.

### العناوين
أخِذت عناوين المجلدات من العناوين المتروكة في الكتب المنفصلة لسيد الخواتم. تصور ج. ر. ر. تولكين المجلد الأخير كمجلد واحد يضم ستة كتب بالإضافة إلى ملاحق موسعة، ولكن الناشر الأصلي قسم العمل إلى ثلاثة، ونشر كتابين لكل مجلد مع الملاحق المدرجة في المجلد الثالث. العناوين التي اقترحها تولكين للكتب الستة هي: الكتاب الأول، الرحلة الأولى أو الحلقة؛ الكتاب الثاني، رحلة تسعة من الصحابة أو الخاتم يذهب جنوبًا؛ الكتاب الثالث، خيانة أيزنغارد؛ الكتاب الرابع، رحلة حاملي الخاتم أو الخاتم يذهب شرقًا؛ الكتاب الخامس، حرب الخاتم؛ والكتاب السادس، نهاية العصر الثالث. كان عنوان عودة الظل عنوانًا مهملاً للمجلد الأول.
استُخدم أيضًا ثلاثة من عناوين مجلدات تاريخ سيد الخواتم كعناوين كتاب للطبعة السبعة مجلدات من كتاب سيد الخواتم: خيانة أيزنغارد للكتاب الثالث، حرب الخاتم للكتاب الخامس ونهاية العصر الثالث للكتاب السادس.

### نقوش تينغوار
يوجد نقش مكتوب بأحرف فنورية (تنغوار، وهي أبجدية ابتدعها تولكين لعليّة الجان) على صفحات العنوان في كل مجلد من تاريخ الأرض الوسطى، كتبه كريستوفر تولكين ووصف محتويات الكتاب.

نقرأ في النقش في المجلد السادس:
في عودة الظل تُتبع الأشكال الأولى من قصة سيد الخواتم. في هذه الرحلة، تُتبع رحلة الهوبيت الذي حمل الخاتم العظيم، والذي سمي في البداية باسم بيلبو ولكن بعد ذلك باسم فرودو، من هوبيتون في شاير عبر الغابة القديمة إلى ويذرتوب وريفينديل، وتنتهي في هذا المجلد قبل قبر بالين، سيد أقزام موريا.
نقرأ في النقش في المجلد السابع:
في خيانة أيزنغارد، تُتبع قصة صحبة الخاتم من ريفينديل عبر موريا وأرض لوثلورين إلى وقت انتهائها في سلامبيل بجانب نهر أندوين العظيم، ثم تحكي عن عودة غاندالف ميثراندير، من لقاء الهوبيت مع فانغورن والحرب على راكبي روهان من قبل الخائن سارومان.
نقرأ في النقش في المجلد الثامن:
تتبع حرب الخاتم قصة التاريخ في جحر هيلم وإغراق أيزنغارد من قبل الإينتس، ثم يقال له عن رحلة فرودو مع ساموايز وغولوم إلى مورانون، واللقاء مع فرامير وسلالم سيريث أونغول، من معركة بيلينور فيلدز وقدوم أراغورن في أسطول أمبار.
نقرأ في النقش في المجلد التاسع:
في هذا الكتاب، تُتبع قصة تدمير الخاتم الواحد وسقوط سورون في نهاية العصر الثالث. يلي ذلك سرد تدخل جائحة الغرب في مداولات بعض العلماء في أكسفورد وسقوط سورون المسمى زيغر في إغراق أنادين.

## إبداع تولكين
يكشف تاريخ سيد الخواتم الكثير من الطبيعة الهادئة والطاغية لإبداع تولكين. وكما أشار كريستوفر تولكين في المجلدين الأولين، أوصل تولكين في نهاية المطاف القصة إلى ريفندل، لكنه بقي دون أي تصور واضح لما يكمن أمامه. وأشار إلى أن والده، في طريق التأليف، قد وقع في شبكة متداخلة من الحجج؛ ما وصفه توم شيبي بأنه يتورط في شبكات غير ضرورية بشكل لافت للنظر من السببية البسيطة. وهكذا (على سبيل المثال) خضعت الشخصية المعروفة في النهاية باسم بيريغرين (بوبين) توك، لسلسلة من إعادة الكتابة والمغامرات المحذوفة، والمعروفة باسم أودو وفرودو وفولكو وفاراموند وبيريغرين وهاميلكار وفريديغار وأولو؛ كانت الشخصيات أيضًا بوفين وبولغر وكذلك توك.
فقط عند كتابة خرق الصحبة وصلت الطلاقة أخيرًا إلى تولكين، إذ سجل ابنه كيف تحققت الفصول فجأة بسلاسة أكبر بكثير من أي جزء سابق من القصة. بعد ذلك، كانت مشكلة تولكين هي الاختيار بين النماذج البديلة، وذلك لتحقيق أفضل تأثير؛ حلقتان من سارومان المهزوم حُذفتا في نهاية المطاف لأنهما تُعبران عن عفو عن سارومان، وحفل توزيع جوائز في ختام الكتاب.